# Hybomys badius
Hybomys badius es una especie de roedor de la familia Muridae.

## Distribución geográfica
Se encuentra solo en Camerún.

## Hábitat
Su hábitat natural son montañas húmedas subtropicales o tropicales.

## Estado de conservación
Se encuentra amenazada de extinción por la pérdida de su hábitat natural.